# Stoicănești
Stoicănești est une commune roumaine située dans le județ d'Olt.